# Waizenkirchen
Waizenkirchen ist eine österreichische Marktgemeinde im Bundesland Oberösterreich im Bezirk Grieskirchen im Hausruckviertel mit 3881 Einwohnern (Stand 1. Jänner 2024).

## Geografie
Waizenkirchen liegt auf einer Höhe von 367 m ü. A. im Hausruckviertel. Die Ausdehnung beträgt von Nord nach Süd 8,8 km, von West nach Ost 8,6 km. Die Gesamtfläche beträgt 34,2 km², 9,6 % der Fläche sind bewaldet, 79,6 % der Fläche sind landwirtschaftlich genutzt.

### Gemeindegliederung
Das Gemeindegebiet umfasst folgende 56 Ortschaften (in Klammern Einwohnerzahl Stand 1. Jänner 2024):
- Anrath (26)
- Aschach (39)
- Auweidenholz (64)
- Auwies (10)
- Bäckenhof (4)
- Breitwies (23)
- Brunnwald (9)
- Dittenbach (17)
- Eitzenberg (13)
- Esthofen (47)
- Gewerbepark Süd (0)
- Gföll (37)
- Grillparz (26)
- Hausleiten (165)
- Holzing (14)
- Hueb bei Lindbruck (31)
- Hueb bei Manzing (9)
- Imperndorf (29)
- Inzing (92)
- Keppling (48)
- Kollerbichl (45)
- Kranabithen (10)
- Kropfleiten (6)
- Lindbruck (20)
- Manzing (48)
- Moospolling (35)
- Niederndorf (26)
- Niederspaching (31)
- Obergschwendt (56)
- Oberviehbach (23)
- Oberwegbach (48)
- Parzham (20)
- Prambacherholz (49)
- Punzing (26)
- Purgstall (41)
- Ritzing (66)
- Röckendorferholz (34)
- Schurrerprambach (52)
- Sittling (22)
- Steinparz (12)
- Stillfüssing (23)
- Stroiß (35)
- Thall (22)
- Thallham (101)
- Untergschwendt (37)
- Unterheuberg (35)
- Unterviehbach (14)
- Unterwegbach (168)
- Waikhartsberg (35)
- Waizenkirchen (1343)
- Waldweidenholz (56)
- Watzenbach (24)
- Weg (37)
- Weidenholz (439)
- Weinzierlbruck (83)
- Willersdorf (56)

Die Gemeinde besteht aus den Katastralgemeinden Manzing, Waizenkirchen und Weidenholz.
Die Gemeinde liegt im Gerichtsbezirk Grieskirchen.

### Nachbargemeinden
| Heiligenberg | St. Agatha                                  | Stroheim (Bez. Eferding)        |
| Peuerbach    | Kompassrose, die auf Nachbargemeinden zeigt |                                 |
| Michaelnbach |                                             | Prambachkirchen (Bez. Eferding) |

### Klima
|                        | Jan  | Feb  | Mär  | Apr  | Mai  | Jun  | Jul  | Aug  | Sep  | Okt  | Nov  | Dez  |   |      |
| Mittl. Temperatur (°C) | −2,2 | −1,0 | 3,6  | 8,5  | 13,7 | 16,6 | 18,5 | 17,9 | 13,3 | 8,5  | 3,0  | −0,8 | ⌀ | 8,3  |
| Mittl. Tagesmax. (°C)  | 1,1  | 3,3  | 8,8  | 14,7 | 20,0 | 22,4 | 24,8 | 24,2 | 19,2 | 13,6 | 6,2  | 1,9  | ⌀ | 13,4 |
| Mittl. Tagesmin. (°C)  | −5,0 | −4,4 | −0,4 | 3,2  | 7,9  | 11,0 | 12,8 | 12,7 | 8,9  | 4,7  | 0,4  | −3,3 | ⌀ | 4,1  |
|                        |      |      |      |      |      |      |      |      |      |      |      |      |   |      |
| Niederschlag (mm)      | 62   | 52   | 63   | 50   | 72   | 91   | 96   | 89   | 68   | 60   | 59   | 68   | Σ | 830  |
|                        |      |      |      |      |      |      |      |      |      |      |      |      |   |      |
| Luftfeuchtigkeit (%)   | 82,3 | 72,3 | 62,2 | 53,2 | 51,9 | 56,0 | 52,4 | 53,8 | 59,9 | 67,2 | 80,4 | 84,3 | ⌀ | 64,6 |

| −5,0 |

| −4,4 |

| −0,4 |

| 3,2 |

| 7,9 |

| 11,0 |

| 12,8 |

| 12,7 |

| 8,9 |

| 4,7 |

| 0,4 |

| −3,3 |

| −5,0 |

| −4,4 |

| −0,4 |

| 3,2 |

| 7,9 |

| 11,0 |

| 12,8 |

| 12,7 |

| 8,9 |

| 4,7 |

| 0,4 |

| −3,3 |

## Geschichte
Die erste schriftliche Erwähnung des Ortes erfolgte zwischen 1120 und 1140.
Der Name Waizenkirchen – eigentlich „Wazenkirchen“ – erscheint auch um das Jahr 1150 im Salbuch des Stiftes Reichersberg.
Ursprünglich im Ostteil des Herzogtums Bayern liegend, gehörte der Ort seit dem 12. Jahrhundert zum Herzogtum Österreich. Seit 1490 wird er dem Fürstentum Österreich ob der Enns zugerechnet. Während der Napoleonischen Kriege war der Ort mehrfach besetzt.
Seit 1918 gehört der Ort zum Bundesland Oberösterreich. Nach dem Anschluss Österreichs an das Deutsche Reich am 13. März 1938 gehörte der Ort zum „Gau Oberdonau“. 1945 erfolgte die Wiederherstellung Oberösterreichs.
Waizenkirchen war bis 1923 Zentrum des Gerichtsbezirkes Waizenkirchen und wurde nach dessen Auflösung dem Gerichtsbezirk Peuerbach zugeschlagen. Gleichzeitig wurde die Gemeinde aus dem Bezirk Eferding herausgelöst und Teil des Bezirks Grieskirchen.

### Einwohnerentwicklung
1991 hatte die Gemeinde laut Volkszählung 3602 Einwohner, 2001 dann 3660 Einwohner.

## Kultur und Sehenswürdigkeiten

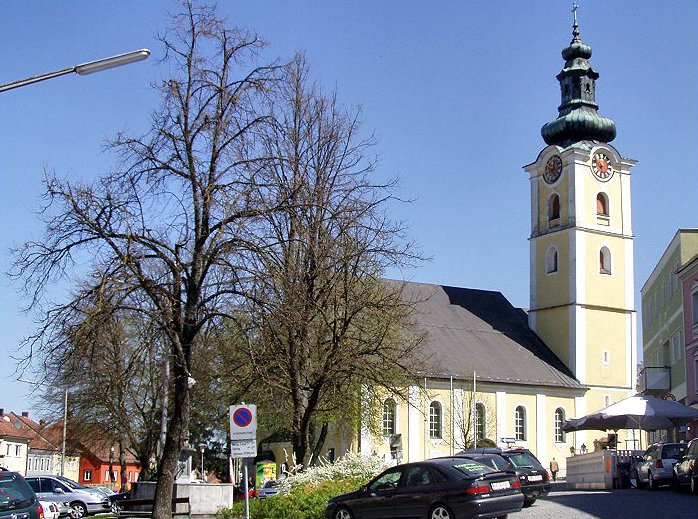
Pfarrkirche Waizenkirchen

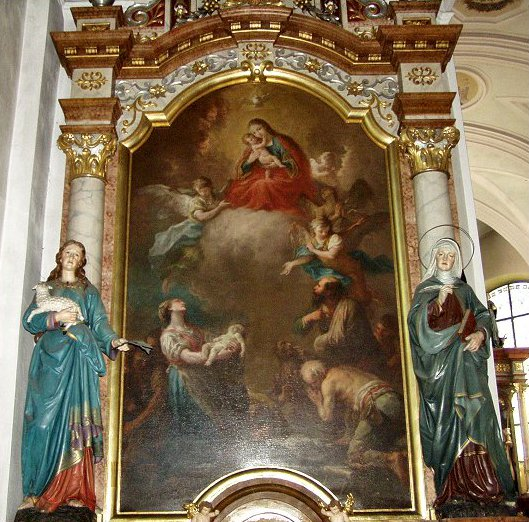
Altarbild („Maria, Hilfe der Christen“, 1755) von Martin Johann Schmidt (Kremser Schmidt)

- Katholische Pfarrkirche Waizenkirchen Hl. Aposteln Petrus und Paulus

- Altenheim-Kapelle: Die Altenheimkapelle ist dem Hl. Nikolaus geweiht. Die Kapelle besitzt Statuen und einen bemerkenswerten Altar.

- Schloss Weidenholz: Das Wasserschloss Weidenholz aus dem 13. Jahrhundert ist von einem Wassergraben umgeben. Der goldene Panther im Gemeindewappen erinnert an den ehemaligen Schlossbesitzer Georg Achaz von Losenstein. Unter ihm wurde das Dorf Waizenkirchen zum Markt erhoben. Heute beherbergt das Schloss die Landesmusikschule.

- Schloss Hochscharten: Seit 1989 war Schloss Hochscharten in Besitz des Rechtsextremisten und Industriellen Robert Wimmer, vor kurzem wurde es an einen Immobilienentwickler aus Peuerbach verkauft. Zum Unmut der Waizenkirchener Bevölkerung wurden davor hier vom Verein von Robert Wimmer Freundeskreis für Kultur und Zeitgeschichte regelmäßig Veranstaltungen der Neonazi-Szene abgehalten. Auch prominente Holocaustleugner, wie David Irving und Gerd Honsik traten dort auf.[3][4]

- Wilhelm Kienzl-Museum: im Geburtshaus des Komponisten Wilhelm Kienzl ist ein Gedenkzimmer eingerichtet, und am Haus selbst (Wilhelm-Kinzl-Straße Nr. 1) ist eine Gedenktafel angebracht

- Aschachtal: Das Aschachtal Natura-2000-Gebiet befindet sich zwischen Waizenkirchen und Aschach. Entlang dem Fluss der Aschach liegt eine Quelle mit kalkarmem Wasser, welche sehr gern von der heimischen Bevölkerung aufgesucht wird. Das Waldgebiet des Aschachtals wird von vielen Tierarten bewohnt.

- Gedenkstätte für verstorbene SS-Kämpfer in Stillfüssing: Eine Gedenkstätte für 13 in den letzten Kriegstagen bei Kämpfen getöteten SS-Kämpfer der 2. SS-Panzerdivision „Das Reich“. Diese war bis ins Jahr 2015 Pilgerstätte für des rechtsextremen Kameradschaftsverbandes „Kameradschaft IV“[5][6] und wird weiterhin vom lokalen Kameradschaftsbund mit Unterstützung der Gemeinde[7] gepflegt. Nach einer Beschädigung durch einen Verkehrsunfall im Februar 2015 wurde das Denkmal saniert und teils neu errichtet.[8]

## Wirtschaft und Infrastruktur
Größte Arbeitgeber in der Gemeinde sind die Firmen Weigl (Aufzüge), Bauernfeind (PVC-Rohre), Guschlbauer (Großbäckerei), Isolena (Schafwolldämmstoffe) und die Marktgemeinde. Es gibt auch zahlreiche Vieh- und Getreidebauern sowie eine gut gewachsene Infrastruktur.

### Bildung
- Krabbelstube
- Kindergarten
- Volksschule
- Neue Mittelschule
- Landwirtschaftsschule: Fachschule und EDV
- Landesmusikschule

### Sport
- Österreichische Turn- und Sportunion Waizenkirchen: die Österreichische Turn- und Sportunion Waizenkirchen hat zahlreiche Sektionen. Aushängeschild ist die Sektion Tischtennis, die in der Herrenbundesliga spielt und eine eigene Halle besitzt. Weitere Sektionen sind Tennis, Schach, Skisport etc.
- SV Waizenkirchen: Der SV Waizenkirchen, 1948 gegründet, hat die Sektionen Fußball und Stockschießen. Nach etlichen Jahren in der Bezirksliga West spielt der SVW zurzeit in der 1. Klasse.

weitere Sportstätten:
- Turnhallen im Schulzentrum Waizenkirchen
- Freibad mit Sprunganlage
- Kletterhalle: betrieben von der örtlichen Alpenvereinsgruppe
- Beach-Volleyballplatz,
- drei Tennisplätze
- Tischtennishalle
- Fußballplatz (und ein Trainingsfeld)
- Asphaltstockschießanlage
- Fun-Court
- Eisstockschießen und Schlittschuhlaufen: auf dem Teich von Schloss Weidenholz und auf der Aschach in kalten Wintern möglich

## Politik

### Gemeinderat
Der Gemeinderat hat 25 Mitglieder.
- Mit den Gemeinderats- und Bürgermeisterwahlen in Oberösterreich 2003 hatte der Gemeinderat folgende Verteilung: 14 ÖVP, 6 SPÖ, 3 GRÜNE und 2 FPÖ.
- Mit den Gemeinderats- und Bürgermeisterwahlen in Oberösterreich 2009 hatte der Gemeinderat folgende Verteilung: 16 ÖVP, 5 SPÖ, 2 GRÜNE und 2 FPÖ.
- Mit den Gemeinderats- und Bürgermeisterwahlen in Oberösterreich 2015 hatte der Gemeinderat folgende Verteilung: 14 ÖVP, 6 FPÖ, 3 GRÜNE und 2 SPÖ.
- Mit den Gemeinderats- und Bürgermeisterwahlen in Oberösterreich 2021 hat der Gemeinderat folgende Verteilung: 16 ÖVP, 4 GRÜNE, 4 FPÖ und 1 SPÖ.[9]

### Bürgermeister
- 1970–1995: Franz Haslehner (ÖVP)
- 1995–2009: Josef Dopler (ÖVP)
- 2009–2018: Wolfgang Degeneve (ÖVP)[10]
- seit 2018: Fabian Grüneis (ÖVP)[10]

### Wappen
Blasonierung: „Gespalten; rechts in Blau ein goldener, rot gewaffneter, aus Rachen und Ohren feuersprühender, aufgerichteter Panther; links ebenfalls in Blau auf grünem Boden eine silberne, schwarz geöffnete und rot gedeckte Kirche mit rechts vorgebautem Turm, goldenem Knauf und Kreuz auf Turmspitze und Langhaus.“

Die Gemeindefarben sind Blau-Weiß.

Der goldene Panther in Blau deutet auf Georg Achaz von Losenstein, der als damaliger Inhaber der Herrschaft Weidenholz die Markterhebung und Wappenverleihung im Jahr 1593 durch Kaiser Rudolf II. erwirkte. Die Kirche spricht für den Ortsnamen.

## Persönlichkeiten

### Ehrenbürger der Gemeinde
- Franz Haslehner († 2019), Bürgermeister von Waizenkirchen 1970–1995[11]

### Söhne und Töchter der Gemeinde

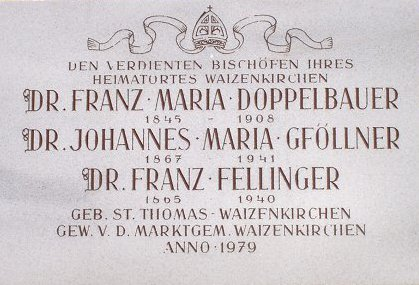
Gedenktafel zur Erinnerung an die beiden Bischöfe aus Waizenkirchen

- Benedict Oberhauser (1719–1786), Benediktinerpater, Kirchenrechtler und Hochschullehrer
- Hans Hueber (1813–1889), österreichischer Maler, unterwies Kaiserin Elisabeth in der Malerei
- Hermann von Schmid (1815–1880), österreichischer Schriftsteller
- Engelbert Lanz (1820–1904), Komponist, Organist und Musikpädagoge
- Juliane Wimmer (Schwester Franziska Serafika, 1824–1886), Gründerin der Ordensgemeinschaft der Franziskanerinnen von Vöcklabruck
- Cölestin Baumgartner (1844–1934), österreichischer Benediktiner und 1890–1929 Abt des Stiftes Lambach, Politiker (Landtagsabgeordneter)
- Franz Maria Doppelbauer (1845–1908), 1889–1908 katholischer Bischof der Diözese Linz
- Wilhelm Kienzl (1857–1941), österreichischer Komponist, sein berühmtestes Werk ist die Oper Der Evangelimann
- Johannes Maria Gföllner (1867–1941), 1915–1941 katholischer Bischof der Diözese Linz
- Josef Hager (1873–1924), Bauer und Politiker
- Johann Hofer (* 1940), Versicherungskaufmann und ehemaliger Politiker (ÖVP)
- Wolfgang Mayrhuber (1947–2018), Vorstandsvorsitzender der Lufthansa AG
- Franz Hiesl (* 1952), österreichischer Politiker (ÖVP), Landeshauptmann-Stellvertreter von Oberösterreich
- Walter Entholzer (* 1953), Zahnarzt und Abgeordneter zum Landtag
- Helga Amesberger (* 1960), österreichische Ethnologin, Soziologin und Politikwissenschaftlerin
- Franz Humer (* 1964), Archäologe

### Personen mit Bezug zur Gemeinde
- Johann Evangelist Habert (1833–1896), katholischer Kirchenmusiker und Komponist, 1857–1860 Lehrer in Waizenkirchen
- Botho Coreth (1871–1942), Unternehmer und Politiker
- Johann Nepomuk David (1895–1977), österreichischer Komponist, 1920–1924 Volksschullehrer in Waizenkirchen
- Martin Humer (1925–2011), Fotograf und Aktivist, bekannt als der 'Pornojäger'
- Elisabeth Schörgenhumer (* 1953), österreichische Schriftstellerin
- Josef Mayr (* 1967), Landwirt und Politiker (ÖVP)